# Course en ligne de l'Open de Suède Vårgårda 2013
La 8e édition de la course en ligne de l'Open de Suède Vårgårda a eu lieu le 18 août 2013. Il s'agit de l'avant-dernière manche de la Coupe du monde de cyclisme sur route féminine.

## Parcours
Douze tours du circuit urbains sont parcourus. Il utilise des routes étroites et comporte une côte courte mais raide.

## Récit de la course
Une échappée se forme dans les premiers kilomètres avec Loes Gunnewijk, Lisa Brennauer, Nina Kessler, Danielle King, Roxane Knetemann, Rossella Ratto, Claudia Häusler et Esra Tromp. Un groupe de poursuite avec Lizzie Armitstead, Pauline Ferrand-Prévot, Evelyn Stevens et Lucinda Brand part ensuite. L'équipe Orica-AIS qui n'a pas suivi ce second mouvement décide de mener le peloton afin de reprendre le groupe de poursuite. À l'avant, Roxane Knetemann attaque marquée par Loes Gunnewijk. Les deux coureuses ont jusqu'à une minute trente d'avance. Finalement l'équipe Specialized-Lululemon provoque le regroupement : la tête de la course compte alors dix coureuses. Elles sont : Roxane Knetemann, Marianne Vos, Amy Pieters, Loes Gunnewijk, Emma Johansson, Ellen van Dijk, Evelyn Stevens, Anna van der Breggen, Rossella Ratto et Giorgia Bronzini. Ce groupe creuse un écart important avec le reste du peloton. Dans l'avant-dernier tour, Marianne Vos contre une attaque de Loes Gunnewijk dans la côte, ce qui permet d'éliminer Giorgia Bronzini : la plus rapide en cas de sprint. Le groupe est alors scindé en deux. À l'avant ne reste plus que Marianne Vos, Emma Johansson, Amy Pieters, Ellen van Dijk, Evelyn Stevens et Anna van der Breggen. Dans le dernier tour, Marianne Vos est victime d'une crevaison. Une réparation rapide et un comportement fair-play de ses concurrentes lui permettent de revenir sur le groupe. Stevens joue son va-tout dans les derniers kilomètres mais est reprise. Emma Johansson attaque à son tour, mais est également rejointe. La victoire se joue au sprint. Marianne Vos gagne devant Emma Johansson et Amy Pieters.
À l'issue de la course, Marianne Vos est assurée de remporter la Coupe du monde.

## Classements

### Classement final
| \| Classement général \| Classement général \| Classement général \| Classement général \| Classement général \| \| Coureuse \| Coureuse \| Pays \| Équipe \| Temps \| \| ------------------ \| -------------------- \| ------------------ \| --------------------- \| ------------------ \| \| 1re \| Marianne Vos \| Pays-Bas \| Rabo Women \| 3 h 26 min 41 s \| \| 2e \| Emma Johansson \| Suède \| Orica-AIS \| + 0 s \| \| 3e \| Amy Pieters \| Pays-Bas \| Skil-Argos \| + 0 s \| \| 4e \| Ellen van Dijk \| Pays-Bas \| Specialized-Lululemon \| + 0 s \| \| 5e \| Anna van der Breggen \| Pays-Bas \| Sengers \| + 25 s \| \| 6e \| Evelyn Stevens \| États-Unis \| Specialized-Lululemon \| + 48 s \| \| 7e \| Roxane Knetemann \| Pays-Bas \| Rabo Women \| + 1 min 22 s \| \| 8e \| Rossella Ratto \| Italie \| Hitec Products UCK \| + 1 min 22 s \| \| 9e \| Loes Gunnewijk \| Pays-Bas \| Orica-AIS \| + 1 min 22 s \| \| 10e \| Giorgia Bronzini \| Italie \| Wiggle Honda \| + 2 min 03 s \| |                      |            |                       |                 |
| |                      |            |                       |                 |
| Source : Cycling Quotient |                      |            |                       |                 |
| Classement général |                      |            |                       |                 |
| Coureuse | Coureuse             | Pays       | Équipe                | Temps           |
| 1re | Marianne Vos         | Pays-Bas   | Rabo Women            | 3 h 26 min 41 s |
| 2e | Emma Johansson       | Suède      | Orica-AIS             | + 0 s           |
| 3e | Amy Pieters          | Pays-Bas   | Skil-Argos            | + 0 s           |
| 4e | Ellen van Dijk       | Pays-Bas   | Specialized-Lululemon | + 0 s           |
| 5e | Anna van der Breggen | Pays-Bas   | Sengers               | + 25 s          |
| 6e | Evelyn Stevens       | États-Unis | Specialized-Lululemon | + 48 s          |
| 7e | Roxane Knetemann     | Pays-Bas   | Rabo Women            | + 1 min 22 s    |
| 8e | Rossella Ratto       | Italie     | Hitec Products UCK    | + 1 min 22 s    |
| 9e | Loes Gunnewijk       | Pays-Bas   | Orica-AIS             | + 1 min 22 s    |
| 10e | Giorgia Bronzini     | Italie     | Wiggle Honda          | + 2 min 03 s    |